# Clare (Suffolk)
Clare est une ville dans le Suffolk en Angleterre, il est situé dans le district d'West Suffolk, situé à 11 kilomètres de Sudbury. Sa population est de 2 028 habitants (2011),. Dans le Domesday Book de 1086, il est cité sous le nom de Clara.